# 林科格爾山
47°40′00″N 13°29′09″E / 47.66667°N 13.48583°E

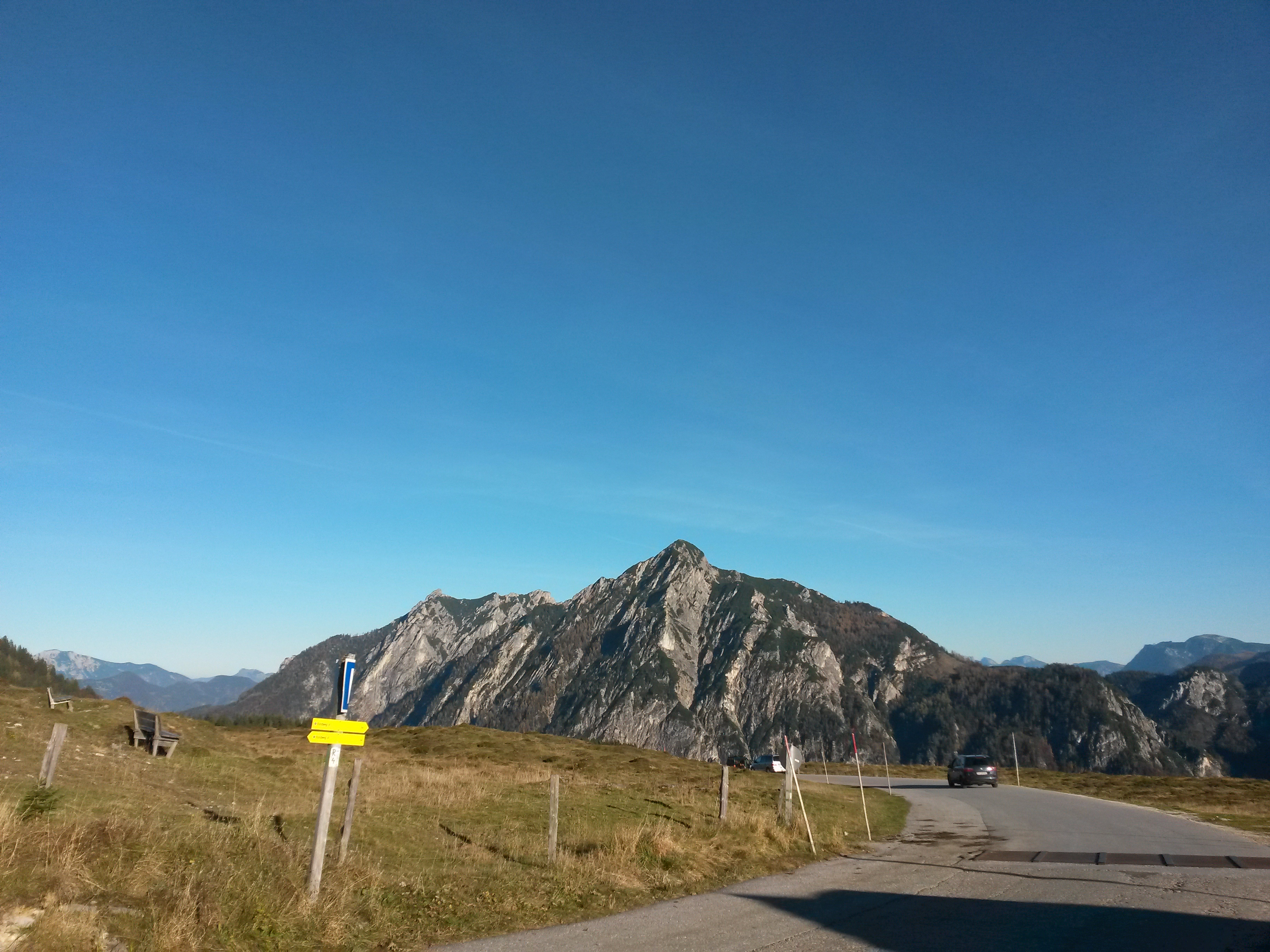

林科格爾山（德語：Rinnkogel），是奧地利的山峰，位於該國中部，由薩爾茨堡州負責管轄，屬於薩爾茲卡默古特山脈的一部分，海拔高度1,822米，每年平均降雨量1,801毫米。